# Plan B (2009)
Plan B (bra: Plan B ou Plano B) é um filme argentino de 2009, do gênero comédia dramática e romance, do cineasta Marco Berger. A história trata das incertezas e possibilidades da vida que levam dois homens a questionar seus sentimentos e suas sexualidades.

## Enredo
Bruno (Manuel Vignau) foi abandonado pela namorada Laura (Mercedes Quinteros). Sem muitos apegos, ela continua saindo com ele de vez em quando, mesmo já tendo arrumado outro namorado, Pablo (Lucas Ferraro). Inconformado com o fim do relacionamento, Bruno planeja uma vingança: se aproxima do rapaz e faz amizade com ele, para tentar, quem sabe, apresentá-lo a outra garota. Mas as coisas não saem conforme o esperado e, ao longo do processo, ao saber que Pablo
já teve experiência com homem, Bruno decide criar um plano b, que questionará sua própria sexualidade.

## Elenco
- Manuel Vignau como Bruno
- Lucas Ferraro como Pablo
- Mercedes Quinteros como Laura
- Damián Canduci como Victor
- Ana Lucia Antony como Ana
- Carolina Stegmayer como Verônica
- Antonia De Michelis como Mãe de Victor
- Ariel Nuñez Di Croce como Javier
- Khaled El nabawy como Adel Abdelaziz

## Produção e Recepção
Plan B é o primeiro longa do diretor Marco Berger, depois dos seus dois bem sucedidos curtas com o apoio da Universid del Cine, Una última voluntad e El reloj, este último chegando a ser selecionado para o Festival de Cannes. Também é a segunda parceria de Berger com os atores Manuel Vignau e Lucas Ferraro. Os dois também protagonizaram o primeiro curta do diretor.
O jornalista Roberto Rippa, da revista digital italiana Rapporto Confidenziale, afirma que "Marco Berger, em seu primeiro longa-metragem, fala do amor não como uma reação química, mas como um sentimento condicionado de educação e contexto cultural; e realiza um trabalho autêntico, interessante, envolvente e divertido que, se não leva ao questionamento do conceito de sexualidade em sua forma mais inabalável, convida, ao menos, a entrar na intimidade de duas pessoas com delicadeza e respeito, para pensar sobre como isso pode ser condicionado por fatores externos".
A contribuição extremamente natural dos dois protagonistas também foi ponto de destaque pelo jornalista, que ressaltou como Vignau e Ferraro foram fundamentais para a construção de seus personagens, com suas sombras e incertezas. Para Berger, a ideia de criar uma comédia romântica surgiu de sua necessidade, como espectador, de ver uma história na qual um garoto seduz outro, e que não fosse baseada apenas em sua aparência divertida: "através da história de Pablo e Bruno, podemos ver o reflexo de nossa ideia de liberdade e desejo em geral. O plano original de cada um de nós tende a se adequar aos desejos do contexto histórico e social".
O filme foi exibido no Festival Internacional de Cinema Independente de Buenos Aires (BAFICI), no Festival Internacional de Cinema de Roma, BFI London Film Festival e festivais de cinema em Havana, Palm Springs, Bilbao, Toulouse, Amsterdã e Melbourne. Conquistou os prêmios de Melhor Filme Internacional e Melhor Ator Coadjuvante, para Lucas Ferraro, no FilmOut San Diego, nos Estados Unidos.

## Prêmios e Indicações
| Ano  | Premiação                  | Categoria                  | Trabalho      | Resultado |
| ---- | -------------------------- | -------------------------- | ------------- | --------- |
| 2010 | FilmOut San Diego          | Melhor Filme Internacional | Plan B        | Venceu    |
| 2010 | FilmOut San Diego          | Melhor Ator Coadjuvante    | Lucas Ferraro | Venceu    |
| 2010 | CPH PIX                    | Melhor Filme               | Plan B        | Indicado  |
| 2009 | Festival de Cinema de Roma | Melhor Filme               | Plan B        | Indicado  |